# Rat der Volkskommissare der Sowjetunion
Der Rat der Volkskommissare der Sowjetunion (russisch Совет Народных Комиссаров СССР; Transkription: Sowjet Narodnych Komissarow) wurde nach der Jahreswende 1922/1923 eingerichtet. Er war vom 6. Juli 1923 bis 15. März 1946 das oberste ausführende und gesetzgebende Organ der Sowjetunion. Es löste den seit 1917 allein für Sowjetrussland zuständigen Rat der Volkskommissare der RSFSR ab.
Die Kurzbezeichnung lautet russisch совнарком, Transkription: Sownarkom, die russ. Abkürzung СНК (dt. SNK). Seit dem 16. März 1946 wurde das Gremium als Ministerrat der UdSSR bezeichnet.

## Geschichte
Nach der Gründung der Sowjetunion am 30. Dezember 1922 wurde am 31. Januar 1924 die erste sowjetische Verfassung verabschiedet und im gleichen Jahr die Verwaltung der Sowjetunion von der Verwaltung der einzelnen Sowjetrepubliken getrennt. Deshalb wurden die Volkskommissariate des Rates der Volkskommissare der Sowjetunion aufgeteilt in allsowjetische Volkskommissariate (Unionsvolkskommissariate) und in vereinigte Volkskommissariate (russ. объединённые наркоматы).
Die allsowjetischen Volkskommissariate übten ihre Macht mittels ihrer Bevollmächtigten aus, während die vereinigten Volkskommissariate ihre Macht mittels der nachgeordneten Volkskommissariate der einzelnen Sowjetrepubliken ausübten. Beispielsweise unterstanden die Volkskommissariate für Finanzen der einzelnen Sowjetrepubliken dem vereinigen Volkskommissariat für Finanzen der Sowjetunion.
Allsowjetische Volkskommissariate waren die Volkskommissariate für:
- Auswärtige Angelegenheiten,
- Militär und Flotte,
- Außenhandel,
- Transportwege,
- Post und Telegrafen.

Vereinigte Volkskommissariate waren die Volkskommissariate für:
- Nahrungsmittel,
- Arbeit,
- Finanzen,
- Arbeiter- und Bauerninspektion,
- Oberster Rat für Volkswirtschaft (russ. Высший Совет Народного Хозяйства).

Einige Volkskommissariate bestanden nur auf der Ebene der Sowjetrepubliken, nicht jedoch auf der Unionsebene. Das traf insbesondere für Bereiche zu, in denen es spezifische nationale Unterschiede zwischen den Sowjetrepubliken gab: Landwirtschaft, Innere Angelegenheit, Justiz, Bildung, Gesundheitswesen und soziale Sicherung.
Entsprechend der sowjetischen Verfassung von 1924 wurde der Rat der Volkskommissare mit Beschluss des Zentralen Exekutivkomitees der Sowjetunion gebildet. Bis 1931 bildete der Kleine Rat der Volkskommissare den geschäftsführenden Regierungsausschuss.
Nach der sowjetischen Verfassung von 1936 beschloss der Oberste Sowjet der UdSSR die Zusammensetzung des Rates der Volkskommissare.
Der Rat der Volkskommissare hatte die Arbeit der Unions- und Republiks-Volkskommissariate zu koordinieren und zu leiten.
Er musste Maßnahmen zur Realisierung des Volkswirtschaftsplanes ergreifen, das Staatsbudget verwalten, das Finanzsystem stärken, die öffentliche Ordnung sicherstellen und die außenpolitischen Beziehungen der Sowjetunion steuern.
Wegen des deutschen Überfalls auf die Sowjetunion am 22. Juni 1941 und dem schnellen Vordringen der deutschen Truppen wurde am 15. Oktober 1941 die Verlegung der Regierung nach Kuibyschew (heute Samara) an der Wolga angeordnet. Der Rat der Volkskommissare wurde 1946 in den Ministerrat der UdSSR umgewandelt.

## Vorsitzende
- Lenin (6. Juli 1923 – 21. Januar 1924),
- Alexei Rykow (2. Februar 1924 – 19. Dezember 1930),
- Wjatscheslaw Molotow (19. Dezember 1930 – 6. Mai 1941),
- Stalin (6. Mai 1941 – 15. März 1946).

## Erster Stellvertreter
- Walerian Kuibyschew (14. Mai 1934 – 25. Januar 1935),
- Nikolai Wosnessenski (10. März 1941 – 15. März 1946),
- Wjatscheslaw Molotow (15. August 1942 – 15. März 1946).

## Stellvertreter
- Lew Kamenew (6. Juli 1923 – 16. Januar 1926),
- Alexei Rykow (6. Juli 1923 – 2. Februar 1924),
- Alexandr Zjurupa (6. Juli 1923 – 8. Mai 1928),
- Wlas Tschubar (6. Juli 1923 – 21. Mai 1925, 24. April 1934 – 4. Juli 1938),
- Iwan Orachelaschwili (6. Juli 1923 – 21. Mai 1925),
- Walerian Kuibyschew (16. Januar 1926 – 5. November 1926, 10. November 1930 – 14. Mai 1934),
- Jan Rudsutak (16. Januar 1926 – 25. Mai 1937),
- Grigori Ordschonikidse (5. November 1926 – 10. November 1930),
- Wassili Schmidt (11. August 1928 – 1. Dezember 1930),
- Andrei Andrejew (22. Dezember 1930 – 9. Oktober 1931),
- Waleri Meschlauk (25. April 1934 – 25. Februar 1937, 17. Oktober 1937 – 1. Dezember 1937),
- Nikolai Antipow (27. April 1935 – 21. Juni 1937),
- Anastas Mikojan (22. Juli 1937 – 15. März 1946),
- Stanislaw Kossior (19. Januar 1938 – 3. Mai 1938),
- Lasar Kaganowitsch (21. August 1938 – 15. Mai 1944, 20. Dezember 1944 – 15. März 1946),
- Nikolai Wosnessenski (4. April 1939 – 10. März 1941),
- Nikolai Bulganin (16. September 1938 – 15. Mai 1944),
- Andrei Wyschinski (31. Mai 1939 – 15. Mai 1944),
- Rosalija Semljatschka (8. Mai 1939 – 26. August 1943),
- Alexei Kossygin (17. April 1940 – 15. März 1946),
- Michail Perwuchin (17. April 1940 – 15. Mai 1944),
- Wjatscheslaw Malyschew (17. April 1940 – 15. Mai 1944),
- Kliment Woroschilow (7. Mai 1940 – 15. März 1946),
- Lawrenti Beria (3. Februar 1941 – 15. März 1946),
- Lew Mechlis (6. September 1940 – 15. Mai 1944),
- Maxim Saburow (10. März 1941 – 15. Mai 1944),
- Wjatscheslaw Molotow (6. Mai 1941 – 16. August 1942),
- Georgi Malenkow (15. Mai 1944 – 15. März 1946).

## Geschäftsführer
- Nikolai Petrowitsch Gorbunow (17. Juli 1923 – 29. Dezember 1930),
- Platon Michailowitsch Kerschenzew (29. Dezember 1930 – 23. März 1933),
- Iwan Iwanowitsch Miroschnikow (23. März 1933 – 29. März 1937),
- Michail Fjodorowitsch Arbusow (29. März 1937 – 31. Juli 1937),
- Nikolai Aleksejewitsch Petrunitschew (31. Juli 1937 – 5. November 1938),
- Iwan Grigorjewitsch Bolschakow (17. Dezember 1938 – 4. Juni 1939),
- Michail Dmitrijewitsch Chlomow (10. Juni 1939 – 14. November 1940),
- Jakow Jermolajewitsch Tschadajew (14. November 1940 – 15. März 1946).